# Nati nel 1996/Giugno
| Questa pagina contiene informazioni ricavate automaticamente dalle voci biografiche con l'ausilio del template Bio e di un bot. L'aggiornamento è periodico e automatico e ricostruisce completamente la pagina. Se manca una persona in questa lista, sei pregato di non aggiungerla, ma accertati piuttosto che la sua voce biografica contenga il template Bio e che i dati anagrafici siano correttamente compilati. Se il template Bio manca, inseriscilo tu stesso o, in alternativa, metti l'avviso {{tmp\|Bio}} che ne segnala la mancanza. Se i dati riportati sono sbagliati, correggi direttamente la voce biografica; le modifiche saranno visibili in questa lista entro pochi giorni. Per chiarimenti vedi il progetto biografie. La lista contiene solo le 410 persone che sono citate nell'enciclopedia e per le quali è stato implementato correttamente il template Bio. Pagina aggiornata al 18 ago 2025. |

- 1º giugno - Andrea Argenta, pallavolista italiano
- 1º giugno - Cengiz Arslan, lottatore turco
- 1º giugno - Molly Bartrip, calciatrice inglese
- 1º giugno - Matteo Cairoli, pilota automobilistico italiano
- 1º giugno - Kameron Chatman, cestista statunitense
- 1º giugno - Valérie Gauvin, allenatrice di calcio e ex calciatrice francese
- 1º giugno - Edvinas Gertmonas, calciatore lituano
- 1º giugno - Anna Gümpel, attrice italiana
- 1º giugno - Tom Holland, attore britannico
- 1º giugno - Idris Mbombo, calciatore della Repubblica Democratica del Congo
- 1º giugno - Luca Kozák, ostacolista ungherese
- 1º giugno - Blaž Kramer, calciatore sloveno
- 1º giugno - Maksim Kuz'min, calciatore russo
- 1º giugno - Vinko Međimorec, calciatore croato
- 1º giugno - Adam Mitchell, calciatore croato
- 1º giugno - Pongsatorn Sripinta, attore thailandese
- 1º giugno - Christian Oliva, calciatore uruguaiano
- 1º giugno - Francesco Patanè, attore italiano
- 1º giugno - Wayne Stewart, cestista statunitense
- 1º giugno - Aıbol Ábiken, calciatore kazako
- 2 giugno - Luiz Araújo, calciatore brasiliano
- 2 giugno - Matthew Denny, discobolo e martellista australiano
- 2 giugno - Cameron Dummigan, calciatore nordirlandese
- 2 giugno - Ojie Edoburun, velocista britannico
- 2 giugno - Jacy Jayne, wrestler statunitense
- 2 giugno - Matthew Knigge, pallavolista statunitense
- 2 giugno - Bradley Mazikou, calciatore francese
- 2 giugno - Andreas Müller, ballerino italiano
- 2 giugno - Brittany O'Grady, attrice statunitense
- 2 giugno - Soufiane Rahimi, calciatore marocchino
- 2 giugno - Eroni Mawi, rugbista a 15 figiano
- 3 giugno - Marcio Benítez, calciatore uruguaiano
- 3 giugno - Jon Birkfeldt, calciatore svedese
- 3 giugno - Nelmarie Cruz, pallavolista portoricana
- 3 giugno - Dawhan, calciatore brasiliano
- 3 giugno - Dominik Družeta, judoka croato
- 3 giugno - Sebastián Gómez Londoño, calciatore colombiano
- 3 giugno - Han Tianyu, pattinatore di short track cinese
- 3 giugno - Lukas Klostermann, calciatore tedesco
- 3 giugno - Aleš Matějů, calciatore ceco
- 3 giugno - Alaa Ali Mhawi, calciatore iracheno
- 3 giugno - Popov, produttore discografico e cantante serbo
- 3 giugno - Henrik Pürg, ex calciatore estone
- 3 giugno - Matheus Rossetto, calciatore brasiliano
- 3 giugno - Junior Sambu, calciatore belga
- 3 giugno - Orlando Santiago, pallavolista portoricano
- 3 giugno - Malwina Smarzek, pallavolista polacca
- 3 giugno - Assa Sylla, attrice francese
- 3 giugno - Tres Tinkle, cestista statunitense
- 4 giugno - Manuel Andujar, pilota motociclistico argentino
- 4 giugno - Maria Bakalova, attrice bulgara
- 4 giugno - Dion Cools, calciatore belga
- 4 giugno - Julieta Cruz, calciatrice argentina
- 4 giugno - Japreece Dean, cestista statunitense
- 4 giugno - Ruby Harrold, ginnasta inglese
- 4 giugno - Jefferson Intriago, calciatore ecuadoriano
- 4 giugno - Katsuya Iwatake, calciatore giapponese
- 4 giugno - Jamarco Jones, giocatore di football americano statunitense
- 4 giugno - Abraham Kibiwot, siepista keniota
- 4 giugno - Skip Marley, cantautore giamaicano
- 4 giugno - Oliver McBurnie, calciatore scozzese
- 4 giugno - Matteo Minozzi, rugbista a 15 italiano
- 4 giugno - Julie Flo Mohagen, ex sciatrice alpina norvegese
- 4 giugno - Meikayla Moore, calciatrice neozelandese
- 4 giugno - Thomas Schmidt, calciatore francese
- 4 giugno - Jordi Warlop, ciclista su strada belga
- 5 giugno - Jarrod Bailey, attore statunitense
- 5 giugno - Wesley Frazan, calciatore brasiliano
- 5 giugno - Melo, rapper finlandese
- 5 giugno - Harold Landry, giocatore di football americano statunitense
- 5 giugno - Rodrigo Leão, pallavolista brasiliano
- 5 giugno - Victoria Llorente, cestista argentina
- 5 giugno - Génesis Miranda, pallavolista portoricana
- 5 giugno - Charlotte Mouchet, mezzofondista francese
- 5 giugno - Rui Silva, calciatore portoghese
- 5 giugno - Yūya Ozeki, attore giapponese
- 5 giugno - Sidy Sarr, calciatore senegalese
- 5 giugno - Aarón Sánchez, calciatore andorrano
- 5 giugno - Asger Sørensen, calciatore danese
- 5 giugno - Amine Talal, calciatore marocchino
- 5 giugno - Erik Thiele, lottatore tedesco
- 5 giugno - Marcos do Nascimento Teixeira, calciatore brasiliano
- 6 giugno - Valmir Berisha, calciatore svedese
- 6 giugno - Kyron Cartwright, ex cestista e allenatore di pallacanestro statunitense
- 6 giugno - Maksym Dolhov, tuffatore ucraino
- 6 giugno - Andrej Judin, ginnasta russo
- 6 giugno - Oleksandra Kašuba, nuotatrice artistica ucraina
- 6 giugno - Ishmael Koroma, calciatore sierraleonese
- 6 giugno - Srna Marković, ex pallavolista austriaca
- 6 giugno - Rodrigo Migone, calciatore argentino
- 6 giugno - Christian Miller, giocatore di football americano statunitense
- 6 giugno - Michail Pervolarakis, tennista cipriota
- 6 giugno - Renzo Ramírez, calciatore uruguaiano
- 6 giugno - Noah Sonko Sundberg, calciatore gambiano
- 6 giugno - Josema, calciatore spagnolo
- 6 giugno - Ian Thomas, giocatore di football americano statunitense
- 6 giugno - Antonio Vutov, calciatore bulgaro
- 6 giugno - Bruno Bispo dos Anjos, calciatore brasiliano
- 6 giugno - Jaŭhen Šaŭčėnka, calciatore bielorusso
- 7 giugno - Jonathan Aspropotamitis, calciatore australiano
- 7 giugno - Léa Bouard, sciatrice freestyle tedesca
- 7 giugno - Jarrell Brantley, cestista statunitense
- 7 giugno - Tanguy Dailland, sciatore nautico francese
- 7 giugno - Godfred Donsah, calciatore ghanese
- 7 giugno - Shane Eagle, rapper sudafricano
- 7 giugno - Christian McCaffrey, giocatore di football americano statunitense
- 7 giugno - Prosper Mendy, calciatore francese
- 7 giugno - Gaëtan Perrin, calciatore francese
- 7 giugno - Hamza Sakhi, calciatore marocchino
- 7 giugno - Sayuri, musicista e cantautrice giapponese († 2024)
- 7 giugno - Federica Selva, ex sciatrice alpina sammarinese
- 7 giugno - Ryōsuke Shindō, calciatore giapponese
- 7 giugno - Parg, cantautore armeno
- 8 giugno - Gustavo Bochecha, calciatore brasiliano
- 8 giugno - Will Dissly, giocatore di football americano statunitense
- 8 giugno - Mieke Docx, ciclista su strada belga
- 8 giugno - Sheriff Drammeh, cestista svedese
- 8 giugno - Maxïm Fedïn, calciatore kazako
- 8 giugno - Magomedrasul Idrisov, lottatore russo
- 8 giugno - Kang Chae-young, arciera sudcoreana
- 8 giugno - Ivan Kuznecov, sciatore alpino russo
- 8 giugno - William Miller, attore britannico
- 8 giugno - Kévin Oliveira, calciatore capoverdiano
- 8 giugno - Ayberk Olmaz, cestista turco
- 8 giugno - Jakub Wrąbel, calciatore polacco
- 9 giugno - Suently Alberto, calciatore olandese
- 9 giugno - Benjamin Bonzi, tennista francese
- 9 giugno - Séga Coulibaly, calciatore francese
- 9 giugno - Daniel Jervis, nuotatore britannico
- 9 giugno - Jaŭhenij Karalëk, ciclista su strada e pistard bielorusso
- 9 giugno - Gervane Kastaneer, calciatore olandese
- 9 giugno - Shura Kitata, maratoneta etiope
- 9 giugno - Ganbaataryn Otgonjargal, lottatrice mongola
- 9 giugno - Róbert Polievka, calciatore slovacco
- 9 giugno - Ezekiel Turner, giocatore di football americano statunitense
- 9 giugno - Stephen Williams, ciclista su strada britannico
- 10 giugno - Oliver Abildgaard, calciatore danese
- 10 giugno - Antoine Adelisse, sciatore freestyle francese
- 10 giugno - Güýçmyrat Annagulyýew, calciatore turkmeno
- 10 giugno - Yasmin Benoit, attivista, modella e blogger britannica
- 10 giugno - Julian de la Celle, attore cinematografico statunitense
- 10 giugno - Benedict Chepeshi, calciatore zambiano
- 10 giugno - Jan Choinski, tennista britannico
- 10 giugno - Giovanni De Nicolao, cestista italiano
- 10 giugno - Eric Granado, pilota motociclistico brasiliano
- 10 giugno - Kristjan Ilves, combinatista nordico estone
- 10 giugno - Aleksandar Lazić, cestista bosniaco
- 10 giugno - Augusto Lotti, calciatore argentino
- 10 giugno - Stanley Nwabili, calciatore nigeriano
- 10 giugno - Demir Peco, calciatore bosniaco
- 10 giugno - Walid Shour, calciatore libanese
- 11 giugno - Ibai Azurmendi, ex ciclista su strada spagnolo
- 11 giugno - Philip Billing, calciatore danese
- 11 giugno - Eric Björkander, calciatore svedese
- 11 giugno - Giulio Cocco, hockeista su pista italiano
- 11 giugno - Agustín Fontana, calciatore argentino
- 11 giugno - Melanie Hochreiter, snowboarder tedesca
- 11 giugno - Jeremy Jones, cestista statunitense
- 11 giugno - Jesse Lewis, attore e cantante giapponese
- 11 giugno - Kōnstantinos Mītoglou, cestista greco
- 11 giugno - Vinícius Moreira de Lima, calciatore brasiliano
- 11 giugno - Jonathan Requena, calciatore argentino
- 11 giugno - Raniel, calciatore brasiliano
- 11 giugno - Ayaka Sasaki, cantante, attrice e modella giapponese
- 11 giugno - Alfonso Scalzone, canottiere italiano
- 11 giugno - David Zobel, biatleta tedesco
- 12 giugno - Ismail Abdul-Ganiyu, calciatore ghanese
- 12 giugno - Gustavo Del Prete, calciatore argentino
- 12 giugno - Renzo Garcés, calciatore peruviano
- 12 giugno - Victor Guillot, ex sciatore alpino francese
- 12 giugno - Uladzislaŭ Klimovič, calciatore bielorusso
- 12 giugno - James Lea Siliki, calciatore francese
- 12 giugno - Anna Margaret, cantante e attrice statunitense
- 12 giugno - Carlos Neva, calciatore spagnolo
- 12 giugno - Jesko Raffin, pilota motociclistico svizzero
- 12 giugno - Thiago Rodrigues da Silva, calciatore brasiliano
- 12 giugno - Jordan Romero, alpinista statunitense
- 12 giugno - Alex Rufer, calciatore neozelandese
- 12 giugno - Erik Silye, calciatore ungherese
- 12 giugno - Davinson Sánchez, calciatore colombiano
- 12 giugno - Andrea Tassinari, cestista italiano
- 12 giugno - Dejan Vokić, calciatore sloveno
- 12 giugno - Matheo Zoch, calciatore boliviano
- 13 giugno - Basel Adra, attivista, avvocato e giornalista palestinese
- 13 giugno - Deborah Chiesa, tennista italiana
- 13 giugno - Ruth Codd, attrice irlandese
- 13 giugno - Kingsley Coman, calciatore francese
- 13 giugno - Emery Lehman, pattinatore di velocità su ghiaccio statunitense
- 13 giugno - Nguyễn Phong Hồng Duy, calciatore vietnamita
- 13 giugno - Megan Rain, attrice pornografica statunitense
- 13 giugno - James Shaw, ciclista su strada britannico
- 13 giugno - Kodi Smit-McPhee, attore australiano
- 14 giugno - Luisa Matilde Maria Bertani, sciatrice alpina italiana
- 14 giugno - Ion Dragan, calciatore moldavo
- 14 giugno - Agustina García, cestista argentina
- 14 giugno - Katharina Hennig, fondista tedesca
- 14 giugno - Iōannīs Kousoulos, calciatore cipriota
- 14 giugno - Gaizka Maiza, cestista spagnolo
- 14 giugno - Ryan Manning, calciatore irlandese
- 14 giugno - Giulia Pierucci, judoka italiana
- 14 giugno - Kayla Principato, pallavolista statunitense
- 14 giugno - Maverick Rowan, cestista statunitense
- 14 giugno - Marcos Calazans, calciatore brasiliano
- 14 giugno - Udanta Singh, calciatore indiano
- 14 giugno - Gabe Vincent, cestista nigeriano
- 15 giugno - Aliyu Abubakar, calciatore nigeriano
- 15 giugno - Aurora, cantautrice norvegese
- 15 giugno - Tia-Adana Belle, ostacolista barbadiana
- 15 giugno - Mehdi Boukassi, calciatore algerino
- 15 giugno - Alessandro Casillo, cantante italiano
- 15 giugno - Alice Clerici, schermitrice italiana
- 15 giugno - Ayrton Cougo, calciatore uruguaiano
- 15 giugno - Craig Reynolds, giocatore di football americano statunitense
- 15 giugno - Rikke Sevecke, ex calciatrice danese
- 15 giugno - Risa Shimizu, calciatrice giapponese
- 15 giugno - Vasilīs Toliopoulos, cestista greco
- 15 giugno - Gustavo Torres, calciatore colombiano
- 15 giugno - Shona Zammit, calciatrice maltese
- 16 giugno - Nils Alphand, sciatore alpino francese
- 16 giugno - Deybi Flores, calciatore honduregno
- 16 giugno - Nathan Hales, tiratore a volo britannico
- 16 giugno - Janina Hettich, biatleta tedesca
- 16 giugno - Steele Johnson, tuffatore statunitense
- 16 giugno - Beda Klee, fondista svizzero
- 16 giugno - Valentina Romani, attrice italiana
- 16 giugno - Lily Zhang, tennistavolista statunitense
- 17 giugno - Ainoa Campo, calciatrice spagnola
- 17 giugno - Choi Sung-eun, attrice sudcoreana
- 17 giugno - Tess Clark, pallavolista statunitense
- 17 giugno - Maxime D'Arpino, calciatore francese
- 17 giugno - Heiko Gigler, nuotatore austriaco
- 17 giugno - Ivan Jakimuškin, fondista russo
- 17 giugno - José Iván Rodríguez, calciatore messicano
- 17 giugno - Rafael Sabino, calciatore brasiliano
- 17 giugno - Youstin Salas, calciatore costaricano
- 17 giugno - Maximilian Ullmann, calciatore austriaco
- 17 giugno - Ole Christian Veiby, pilota di rally norvegese
- 17 giugno - Benjamin Whiteman, calciatore inglese
- 18 giugno - Jacopo Alesiani, pallanuotista italiano
- 18 giugno - Koen Bucker, calciatore olandese
- 18 giugno - Corentin Carne, cestista francese
- 18 giugno - Ilenia Cordola, cestista italiana
- 18 giugno - Cătălin Căbuz, calciatore rumeno
- 18 giugno - Tim Duckworth, multiplista britannico
- 18 giugno - Giovanni Ficarra, canottiere italiano
- 18 giugno - Daniel Elahi Galán, tennista colombiano
- 18 giugno - Alen Halilović, calciatore croato
- 18 giugno - Hugo Keenan, rugbista a 15 irlandese
- 18 giugno - Jurij Medveděv, calciatore ceco
- 18 giugno - Ayaka Miyoshi, attrice, modella e cantante giapponese
- 18 giugno - Marc-Antoine Olivier, nuotatore francese
- 18 giugno - Angelica Olmo, triatleta italiana
- 18 giugno - Matheus Vargas, calciatore brasiliano
- 18 giugno - Vojtěch Vorel, calciatore ceco
- 19 giugno - Jevhen Cymbaljuk, calciatore ucraino
- 19 giugno - Jonathan Galloway, cestista statunitense
- 19 giugno - Larisa Iordache, ginnasta rumena
- 19 giugno - Jeremiah Martin, cestista statunitense
- 19 giugno - Tiago Alexandre Mendes Alves, calciatore portoghese
- 19 giugno - Amaury Miranda, pallavolista portoricano
- 19 giugno - Nenad Nerandžić, cestista serbo
- 19 giugno - Lorenzo Pellegrini, calciatore italiano
- 19 giugno - Danny Pinter, giocatore di football americano statunitense
- 19 giugno - Charles Rigon Matos, calciatore brasiliano
- 19 giugno - Daniel Romanovskij, calciatore lituano
- 19 giugno - Alessandro Santoni, arrampicatore italiano
- 19 giugno - Ken Webster, giocatore di football americano statunitense
- 20 giugno - Hayden Dalton, cestista statunitense
- 20 giugno - Jamil Demby, giocatore di football americano statunitense
- 20 giugno - Niklas Gustav, giocatore di football americano tedesco
- 20 giugno - Majid Hosseini, calciatore iraniano
- 20 giugno - Kibiwott Kandie, maratoneta e mezzofondista keniota
- 20 giugno - Malik McDowell, giocatore di football americano statunitense
- 20 giugno - Sarah Mitton, pesista canadese
- 20 giugno - Shanti Pereira, velocista singaporiana
- 20 giugno - Erika Piancastelli, giocatrice di softball italiana
- 20 giugno - Qu Chunyu, pattinatrice di short track cinese
- 20 giugno - Makhadzi, cantante sudafricana
- 20 giugno - Luca Severini, cestista italiano
- 20 giugno - Eduardo Sosa, calciatore venezuelano
- 20 giugno - Namataiki Tevenino, ostacolista
- 20 giugno - Daniele Verde, calciatore italiano
- 20 giugno - Kelvin van der Linde, pilota automobilistico sudafricano
- 21 giugno - Liam Adcock, lunghista australiano
- 21 giugno - Accursio Bentivegna, calciatore italiano
- 21 giugno - Irineu Esteve, fondista andorrano
- 21 giugno - Paul Iacob, calciatore rumeno
- 21 giugno - Ivan Jukić, calciatore bosniaco
- 21 giugno - Samuel Kargel, giocatore di football americano tedesco
- 21 giugno - Léa Lemare, saltatrice con gli sci francese
- 21 giugno - Lucas Miedler, tennista austriaco
- 21 giugno - Alfredo Morelos, calciatore colombiano
- 21 giugno - Faridi Mussa, calciatore tanzaniano
- 21 giugno - Andrei Radu, calciatore rumeno
- 21 giugno - Marko Roganović, calciatore montenegrino
- 21 giugno - Scottie Scheffler, golfista statunitense
- 21 giugno - David Sossenheimer, pallavolista tedesco
- 21 giugno - Kōnstantinos Sōtīriou, calciatore cipriota
- 21 giugno - Zach Thomas, cestista statunitense
- 22 giugno - Yusupha Bobb, calciatore gambiano
- 22 giugno - Hugo Calderano, tennistavolista brasiliano
- 22 giugno - Alberto Cacace, cestista italiano
- 22 giugno - Danielle Cuttino, pallavolista statunitense
- 22 giugno - Vasilīs Fasidīs, calciatore greco
- 22 giugno - Stanisław Frejlak, goista polacco
- 22 giugno - Silvère Ganvoula, calciatore congolese (Repubblica del Congo)
- 22 giugno - Jefferson Gómez, ex calciatore colombiano
- 22 giugno - Rodri, calciatore spagnolo
- 22 giugno - David Ketterer, ex sciatore alpino tedesco
- 22 giugno - Kong Sangjeong, pattinatrice di short track sudcoreana
- 22 giugno - William Kurtović, calciatore svedese
- 22 giugno - Mikel Merino, calciatore spagnolo
- 22 giugno - Marshall Munetsi, calciatore zimbabwese
- 22 giugno - Tomoa Narasaki, arrampicatore giapponese
- 22 giugno - Sultan Al-Shamsi, calciatore emiratino
- 22 giugno - Otabek Shukurov, calciatore uzbeko
- 22 giugno - Dušan Stevanović, calciatore serbo
- 22 giugno - Giōrgos Tsalmpourīs, cestista greco
- 22 giugno - Jeferson de Araújo de Carvalho, calciatore brasiliano
- 23 giugno - Grace Ambrose, attrice italiana
- 23 giugno - Filip Bainović, calciatore serbo
- 23 giugno - Erik Expósito, calciatore spagnolo
- 23 giugno - Giulia Gennari, pallavolista italiana
- 23 giugno - Rebecca Knaak, calciatrice tedesca
- 23 giugno - Stefan Milošević, calciatore montenegrino
- 23 giugno - Il'ja Stefanovič, calciatore ucraino
- 24 giugno - Edoardo Affini, ciclista su strada italiano
- 24 giugno - Damián Batallini, calciatore argentino
- 24 giugno - Bradley Chubb, giocatore di football americano statunitense
- 24 giugno - Marcus Coco, calciatore francese
- 24 giugno - Harris Dickinson, attore britannico
- 24 giugno - Yūtarō Hakamata, calciatore giapponese
- 24 giugno - Marc-Andrea Hüsler, tennista svizzero
- 24 giugno - Luke Kennard, cestista statunitense
- 24 giugno - Duki, rapper argentino
- 24 giugno - Thomas Ouwejan, calciatore olandese
- 24 giugno - Alen Ožbolt, calciatore sloveno
- 24 giugno - Trey Porter, cestista statunitense
- 24 giugno - Germanpreet Singh, calciatore indiano
- 24 giugno - Mathías Suárez, calciatore uruguaiano
- 24 giugno - Shuhei Tada, velocista giapponese
- 24 giugno - Nikola Vasiljević, calciatore serbo
- 24 giugno - Kristupas Žemaitis, cestista lituano
- 25 giugno - Mikel Azcona, pilota automobilistico spagnolo
- 25 giugno - Derek Barnett, giocatore di football americano statunitense
- 25 giugno - Marit Clausen, calciatrice norvegese
- 25 giugno - Paul Double, ciclista su strada britannico
- 25 giugno - Mohamed Dräger, calciatore tedesco
- 25 giugno - Oleksandr Filin, calciatore ucraino
- 25 giugno - Pietro Fittipaldi, pilota automobilistico brasiliano
- 25 giugno - Jim Ouka, calciatore francese
- 25 giugno - Lele Pons, youtuber, cantante e attrice venezuelana
- 25 giugno - Veronica Spagnoli, calciatrice italiana
- 25 giugno - Jens Jakob Thomasen, calciatore danese
- 26 giugno - Mahir Agva, cestista tedesco
- 26 giugno - Julija Bakastova, schermitrice ucraina
- 26 giugno - René De Silvestro, sciatore alpino, ex giavellottista e ex pesista italiano
- 26 giugno - Jawun Evans, cestista statunitense
- 26 giugno - Samuel Girard, pattinatore di short track canadese
- 26 giugno - Gábor Makrai, calciatore ungherese
- 26 giugno - Nublu, rapper estone
- 26 giugno - Duop Reath, cestista australiano
- 26 giugno - Meirzhan Shermakhanbet, lottatore kazako
- 26 giugno - Jace Sternberger, giocatore di football americano statunitense
- 26 giugno - Aleksandr Zuev, calciatore kazako
- 26 giugno - Dilan Zúñiga, calciatore cileno
- 27 giugno - Jeison Angulo, calciatore colombiano
- 27 giugno - Justin Donawa, calciatore bermudiano
- 27 giugno - James Forde, attore britannico
- 27 giugno - Niklas Hauptmann, calciatore tedesco
- 27 giugno - Lauren Jauregui, cantautrice e attivista statunitense
- 27 giugno - Jack McVeigh, cestista australiano
- 27 giugno - David Pasqualucci, arciere italiano
- 27 giugno - Rumeshika Rathnayake, velocista singalese
- 27 giugno - Nia Reed, pallavolista statunitense
- 27 giugno - Jordi Vanlerberghe, calciatore belga
- 27 giugno - Nineb Youk, rapper svedese
- 28 giugno - Ismael Alomar, pallavolista portoricano
- 28 giugno - Carlens Arcus, calciatore haitiano
- 28 giugno - Léo Bergère, triatleta francese
- 28 giugno - Bresh, cantautore e rapper italiano
- 28 giugno - Pierre Bruno, rugbista a 15 italiano
- 28 giugno - Joel Pereira, calciatore svizzero
- 28 giugno - Alessandro Ciranni, calciatore belga
- 28 giugno - Jordan Glasgow, giocatore di football americano statunitense
- 28 giugno - Demarai Gray, calciatore inglese
- 28 giugno - Leon Guwara, calciatore tedesco
- 28 giugno - Ebuka Izundu, cestista nigeriano
- 28 giugno - Milot Rashica, calciatore kosovaro
- 28 giugno - Eric Ruiu, cestista italiano
- 28 giugno - Marie-Therese Sporer, ex sciatrice alpina austriaca
- 28 giugno - Kyle Stolk, ex nuotatore sudafricano
- 28 giugno - Donna Vekić, tennista croata
- 28 giugno - Kō Yanagisawa, calciatore giapponese
- 29 giugno - Yonatan Cohen, calciatore israeliano
- 29 giugno - Kristin Lysdahl, sciatrice alpina norvegese
- 29 giugno - Agustín Nadruz, calciatore uruguaiano
- 29 giugno - Bart Ramselaar, calciatore olandese
- 29 giugno - Emilio Sakraya, attore e musicista tedesco
- 29 giugno - Jurij Žuravlëv, calciatore russo
- 30 giugno - Yady Bangoura, calciatore guineano
- 30 giugno - Sarina Bolden, calciatrice statunitense
- 30 giugno - Roberto Botta, taekwondoka italiano
- 30 giugno - Ignacio Chicco, calciatore argentino
- 30 giugno - Jordi Cortizo, calciatore messicano
- 30 giugno - Elliot Fletcher, attore statunitense
- 30 giugno - Leonardo Gomes, calciatore brasiliano
- 30 giugno - Marco Lund, calciatore danese
- 30 giugno - Edis Matusevičius, giavellottista lituano
- 30 giugno - Jayson Papeau, calciatore francese